# Bytom Karb Wąskotorowy
Bytom Karb Wąskotorowy – główna i największa zachowana stacja Górnośląskich Kolei Wąskotorowych.
Układ torowy stacji składa się z 22 torów głównych zasadniczych, głównych dodatkowych, trakcyjnych oraz specjalnego przeznaczenia o łącznej długości przekraczającej 4 km.
Stacja wyposażona jest w scentralizowane mechaniczne urządzenia sterowania ruchem kolejowym nastawiane pierwotnie z dwóch nastawni (obecnie istnieje i czynna jest tylko nastawnia dysponująca BKw). Ponadto na stacji zachował się semafor świetlny wyjazdowy "C" oraz kształtowa tarcza zaporowa.
Do dziś na stacji przetrwały następujące budynki i budowle:
- pięciostanowiskowa lokomotywownia prostokątna
- budynek biurowy
- posterunek technicznej rewizji wagonów (zaadaptowany na posterunek ochrony)
- budynek odcinka drogowego
- zdewastowany w wyniku podpalenia budynek stacyjny
- garaż drezyn
- ruiny magazynów
- nastawnia
- wieża wodna
- żuraw wodny
- wieża piaskowa wraz z urządzeniami do suszenia piasku

## Galeria

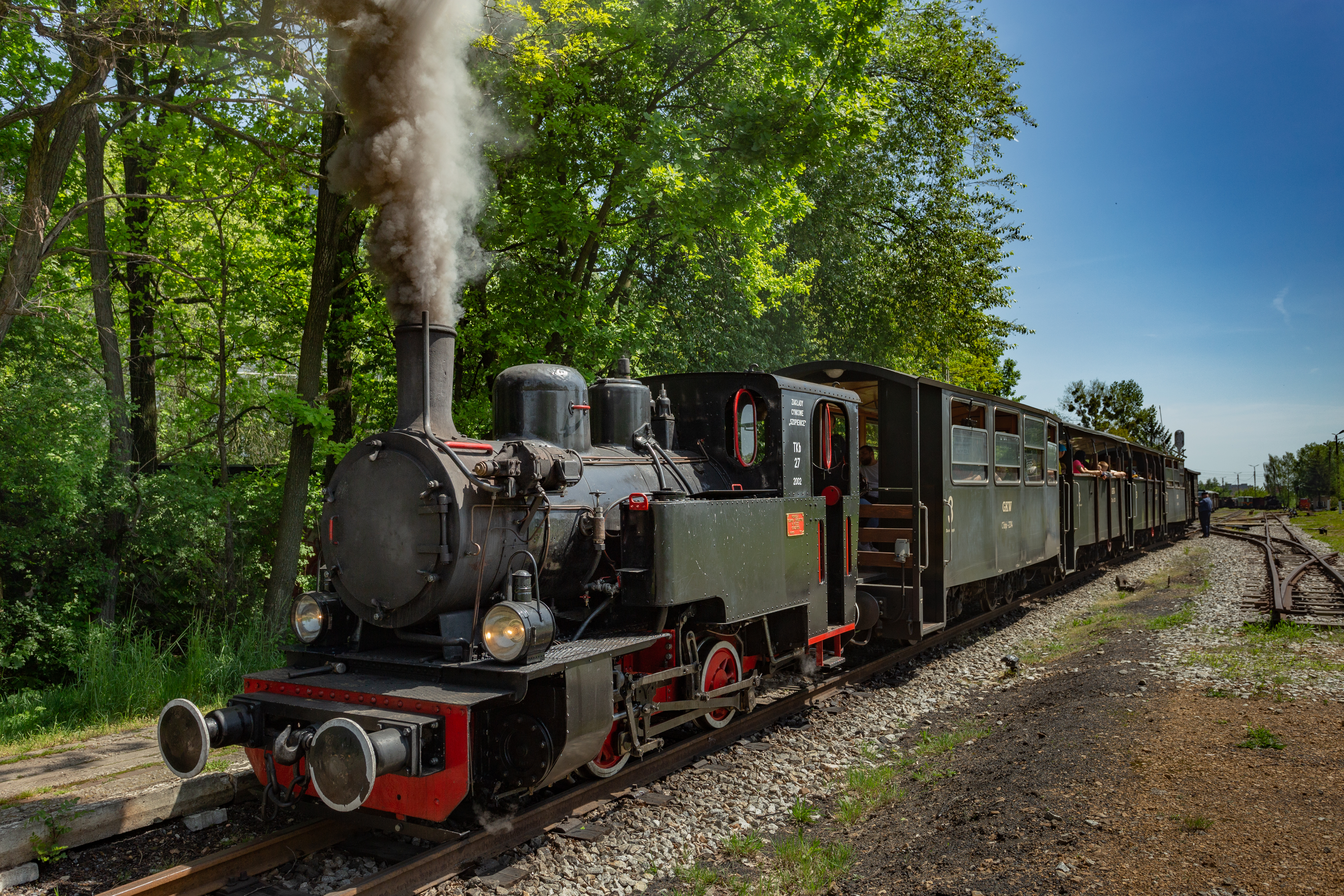
Parowóz TKb 27 na stacji Bytom Karb Wąsk.
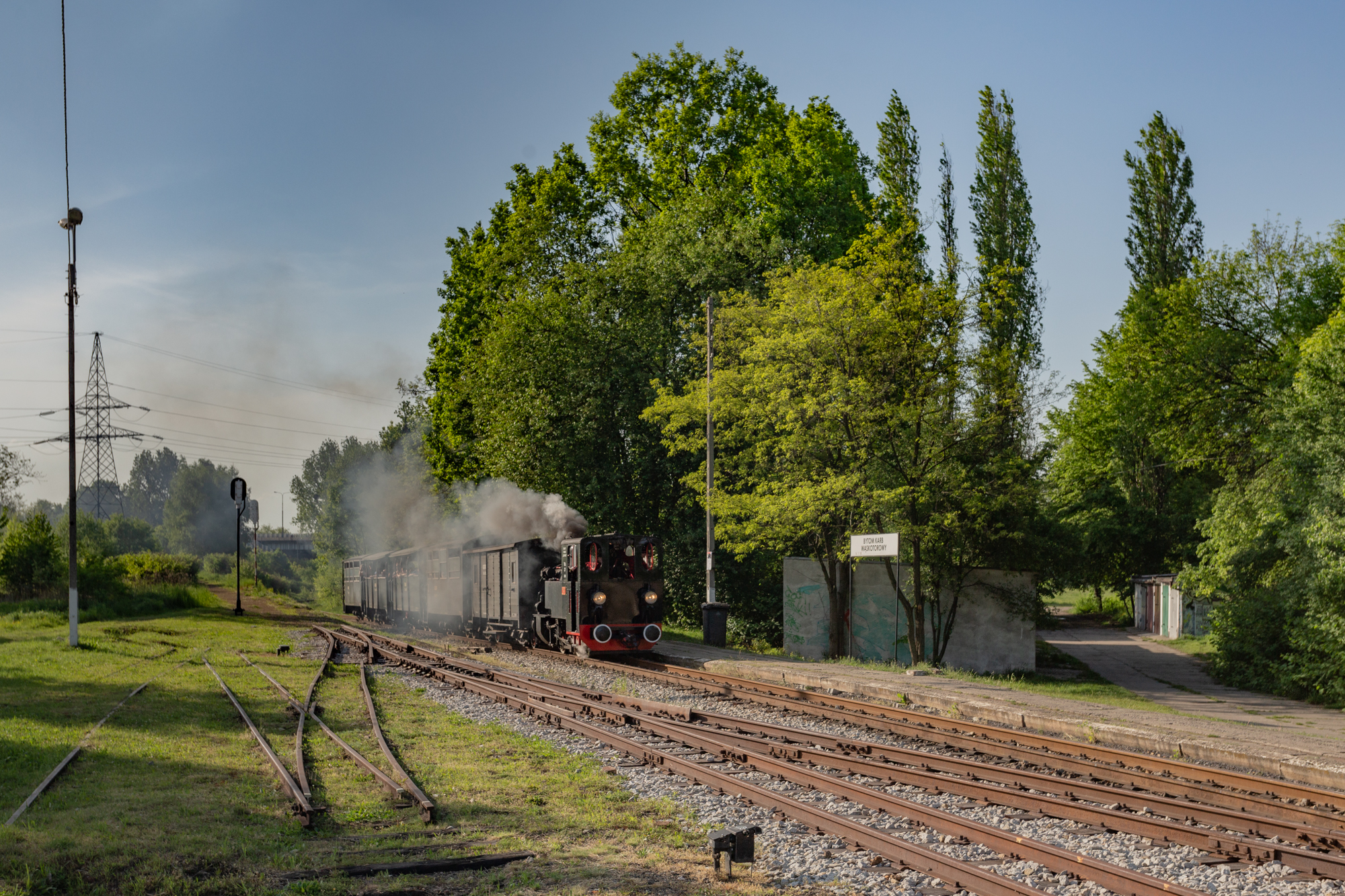
Pociąg prowadzony parowozem przy peronie stacji
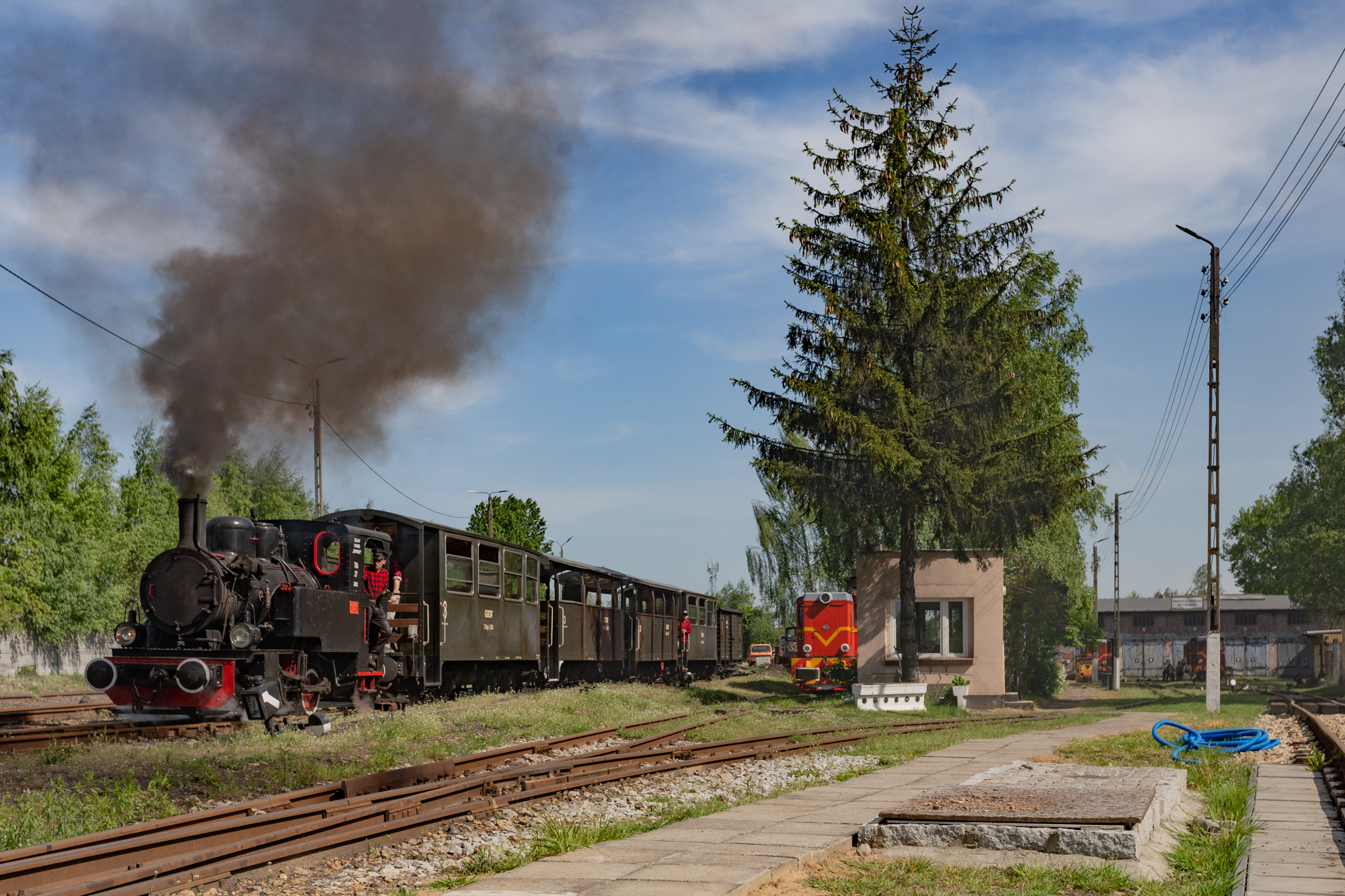
Widok w kierunku lokomotywowni
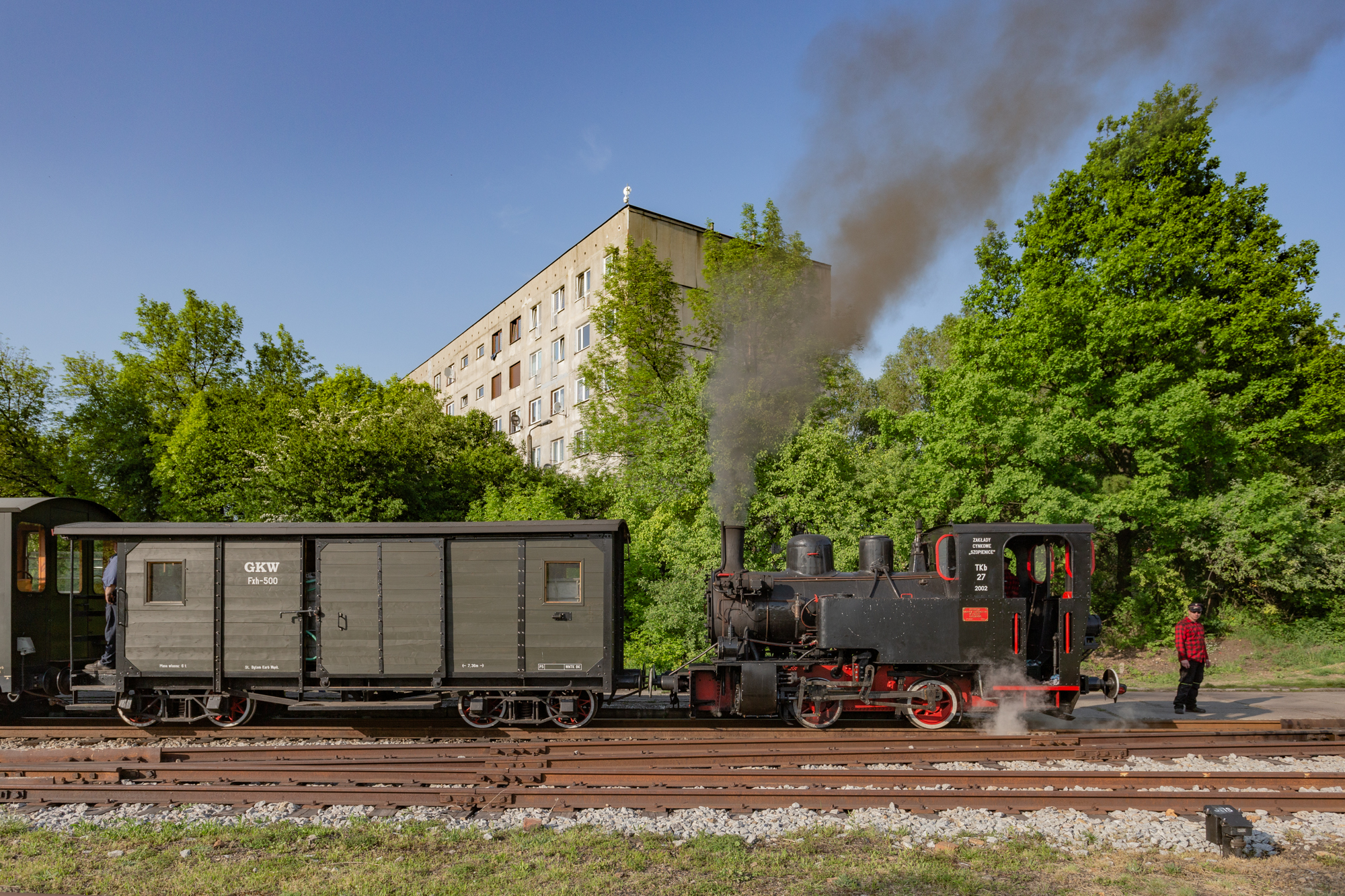
Skład wąskotorowy na tle pobliskich zabudowań mieszkalnych
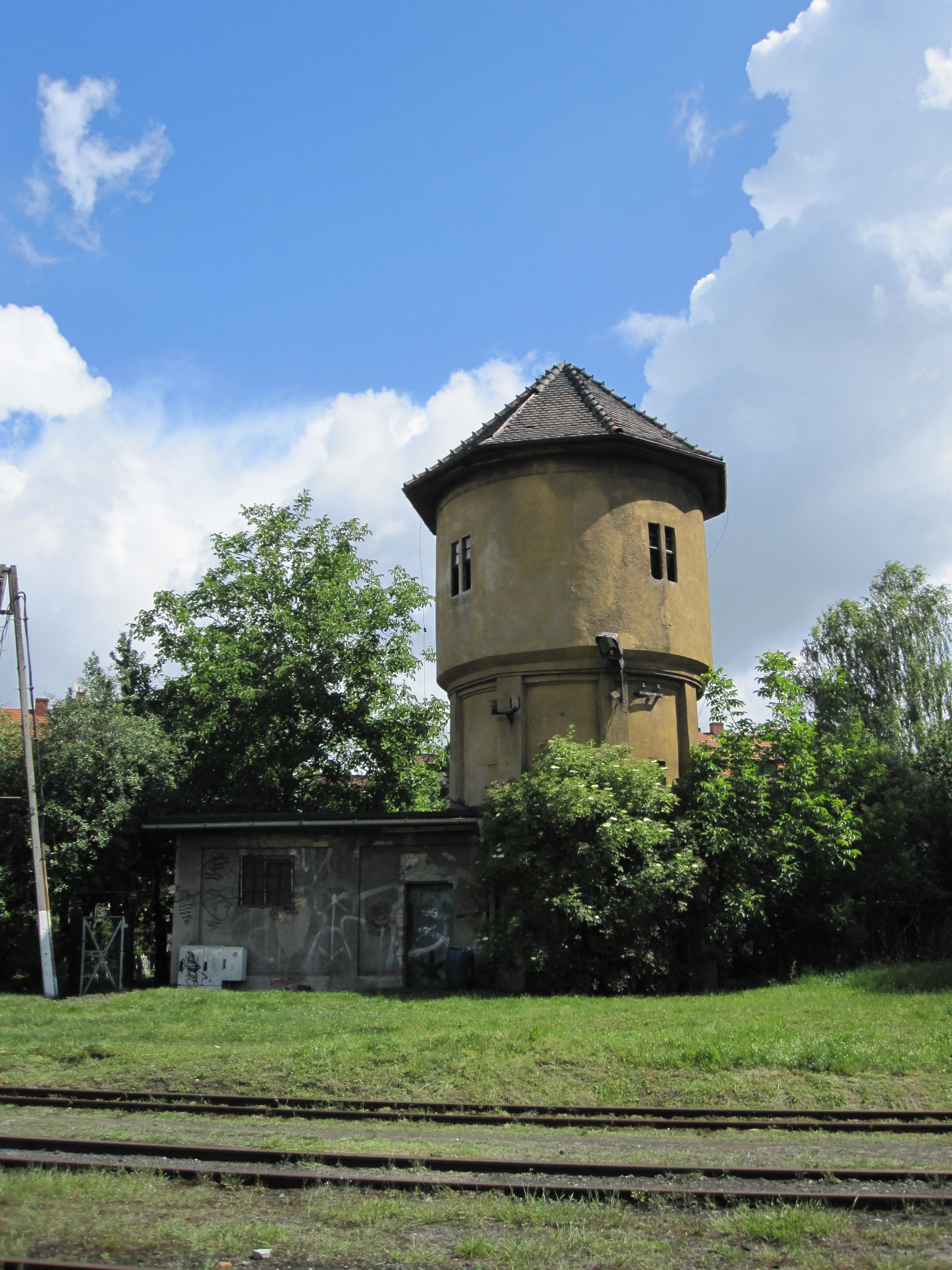
Wieża ciśnień
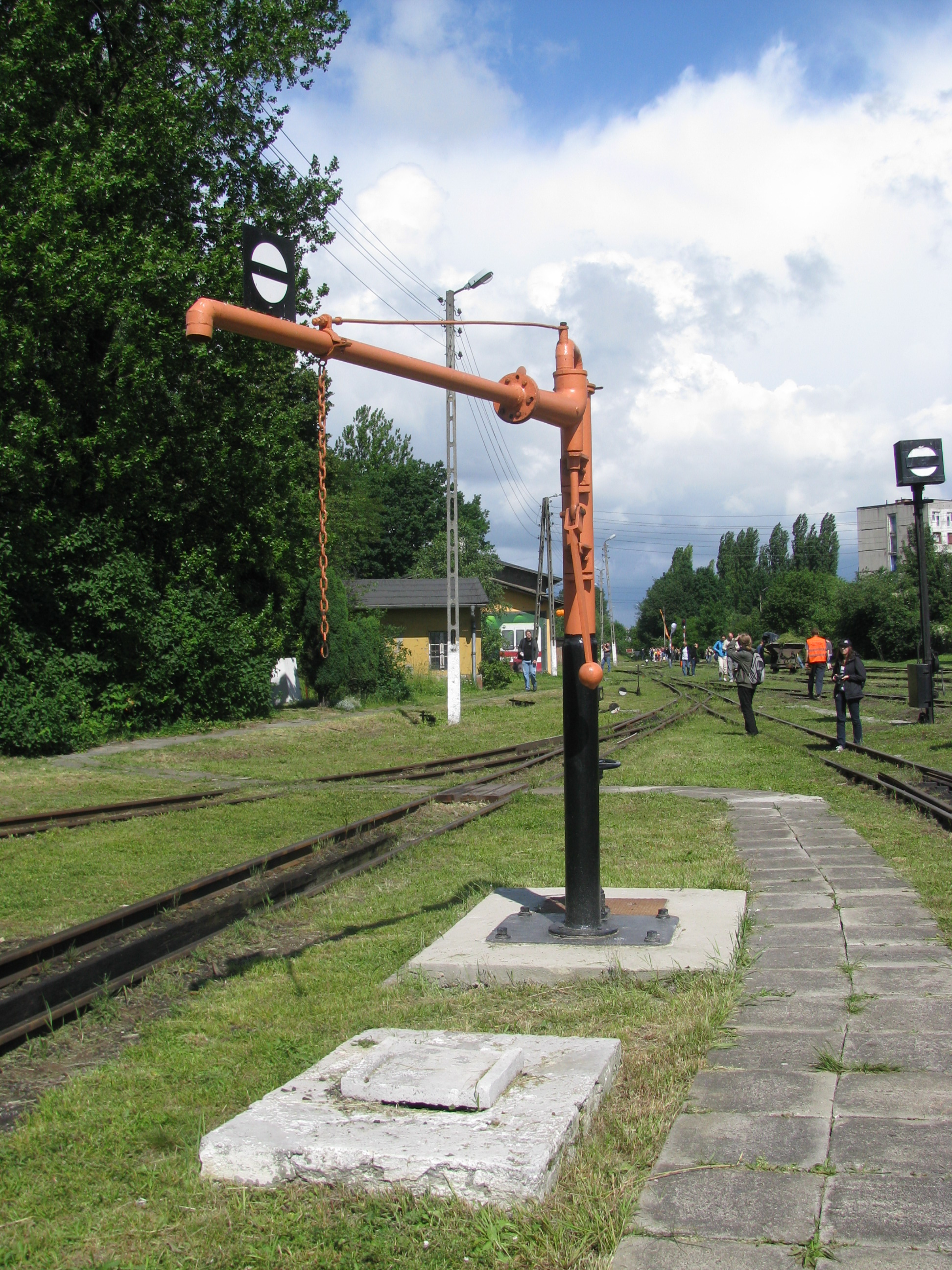
Żuraw wodny